# Cesare Siepi

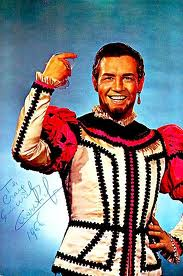
Cesare Siepi als Don Giovanni an der Met

Cesare Siepi (* 10. Februar 1923 in Mailand; † 5. Juli 2010 in Atlanta, Georgia) war ein italienischer Opernsänger (Bassist). Er gilt als einer der berühmtesten Interpreten des Don Giovanni.

## Leben
Siepi bildete sich autodidaktisch sowie am Mailänder Konservatorium aus und debütierte bescheiden 1941 in Schio als Sparafucile in Rigoletto. Um nicht in den mussolinischen Truppen zu dienen, flüchtete er im selben Jahr in die Schweiz. 1945 trat er als Zaccaria in Nabucco am Teatro La Fenice in Venedig auf. Ab 1946 war er ein gefragter Bühnen- und Studiointerpret (besonders als Mozart-Sänger) sowohl aufgrund seiner kraftvollen, männlich sonoren und biegsamen Stimme als auch seines guten Aussehens. Sein Schwerpunkt lag bei den Bass-Partien des italienischen Faches, doch war er auch in ausgesuchten Rollen des Bass-Bariton-Bereichs zu hören.
1948 wurde Siepi von Arturo Toscanini an die Mailänder Scala gerufen, um am Gedenkkonzert für Arrigo Boito mitzuwirken. Von 1950 an trat er in zweiundzwanzig Spielzeiten (bis 1972) an der Metropolitan Opera in New York auf, sein dortiges Debüt hatte er als Philipp in Don Carlo. Bei den Salzburger Festspielen gastierte er als Opern- und Konzertsänger. Außerdem wirkte Siepi an der Wiener Staatsoper, z. B. 1967 als Don Giovanni unter Josef Krips oder 1974 als Padre Guardian in Giuseppe Verdis La forza del destino unter Riccardo Muti. Auch an der Mailänder Scala war Siepi wiederholt zu sehen. Erst Ende der 1980er-Jahre beendete er allmählich seine Karriere. 1985 trat er in Lugano in einem Konzert mit der Sopranistin Mirella Freni auf, wo sie das Duett Là ci darem la mano aus Don Giovanni darboten. 1989 fand ein Konzert im Teatro Carani in Sassuolo statt, das gelegentlich als Abschiedskonzert bezeichnet wird. Das tatsächliche Abschiedskonzert fand jedoch 1994 im Austria Center in Wien statt (konzertante Aufführung von Bellinis Norma).
Berühmt wurde Siepi als einer der herausragenden Interpreten der Titelrolle von Mozarts Don Giovanni, die er an vielen wichtigen Theatern der Welt präsentierte. 1953 trat er bei den Salzburger Festspielen in der Felsenreitschule unter der Leitung von Wilhelm Furtwängler in dieser Oper auf und startete damit seine mit der Titelrolle verbundene Weltkarriere.
Neben dem Don Giovanni und den genannten Partien sang Siepi unter anderem den Figaro aus Le nozze di Figaro, den Boris Godunow, den Gurnemanz in Parsifal, den Graf Rodolfo in La sonnambula und den Mephistopheles in Charles Gounods Oper Faust. Für das Musical Bravo, Giovanni wurde  er an den Broadway verpflichtet.
Siepi hinterließ eine Fülle von Aufnahmen, darunter fünfmal den Don Giovanni. Höhepunkte erreichte er etwa im Mitschnitt der von Furtwängler 1953 dirigierten Salzburger Aufführung oder 1955 mit Josef Krips und den Wiener Philharmonikern. Auch diese Version wurde viel gerühmt, wobei sie sich deutlich von Furtwänglers schwerblütiger und extrem verlangsamter Interpretation unterschied. Ein weiterer Glanzpunkt seiner Diskografie ist die ebenfalls 1955 entstandene Aufnahme von Le nozze di Figaro mit den Wiener Philharmonikern unter der Leitung von Erich Kleiber.

## Repertoire
| Rolle                         | Oper                           | Komponist   |
| ----------------------------- | ------------------------------ | ----------- |
| Conte Rodolfo                 | La sonnambula                  | Bellini     |
| Oroveso                       | Norma                          | Bellini     |
| Sir Giorgio                   | I Puritani                     | Bellini     |
| Mefistofele                   | Mefistofele                    | Boito       |
| Enrico VIII                   | Anna Bolena                    | Donizetti   |
| Raimondo Bidebent             | Lucia di Lammermoor            | Donizetti   |
| Marin Faliero                 | Marin Faliero                  | Donizetti   |
| Baldassarre                   | La Favorita                    | Donizetti   |
| Mefistofele                   | Faust                          | Gounod      |
| Le Cardinal de Brogni         | La Juive                       | Halévy      |
| Giulio Cesare                 | Giulio Cesare in Egitto        | Händel      |
| Archibaldo                    | L'amore dei tre re             | Montemezzi  |
| Figaro                        | Le nozze di Figaro             | Mozart      |
| Don Giovanni Leporello        | Don Giovanni                   | Mozart      |
| Sarastro                      | Die Zauberflöte                | Mozart      |
| Boris Godunov                 | Boris Godunow                  | Mussorgsky  |
| Dosifei                       | Chowanschtschina               | Mussorgsky  |
| Alvise Badoero                | La Gioconda                    | Ponchielli  |
| Colline                       | La Bohème                      | Puccini     |
| Don Basilio                   | Der Barbier von Sevilla        | Rossini     |
| Mosè                          | Mosè                           | Rossini     |
| Il vecchio ebreo              | Samson et Dalila               | Saint-Saëns |
| Lothario                      | Mignon                         | Thomas      |
| Zaccaria                      | Nabucco                        | Verdi       |
| Don Ruy Gomez de Silva        | Ernani                         | Verdi       |
| Attila                        | Attila                         | Verdi       |
| Roger                         | Jérusalem                      | Verdi       |
| Sparafucile                   | Rigoletto                      | Verdi       |
| Giovanni da Procida           | I vespri siciliani             | Verdi       |
| Jacopo Fiesco                 | Simon Boccanegra               | Verdi       |
| Padre Guardiano               | La forza del destino           | Verdi       |
| Filippo II Grande Inquisitore | Don Carlo                      | Verdi       |
| Ramfis                        | Aida (Oper)                    | Verdi       |
| Pistola                       | Falstaff                       | Verdi       |
| Pogner                        | Die Meistersinger von Nürnberg | Wagner      |
| Gurnemanz                     | Parsifal                       | Wagner      |